# Tragocephala variegata
Tragocephala variegata är en skalbaggsart som beskrevs av Bertoloni 1849. Tragocephala variegata ingår i släktet Tragocephala och familjen långhorningar.
Artens utbredningsområde är:
- Angola.
- Kenya.
- Malawi.
- Moçambique.
- Zimbabwe.

Inga underarter finns listade i Catalogue of Life.

## Bildgalleri

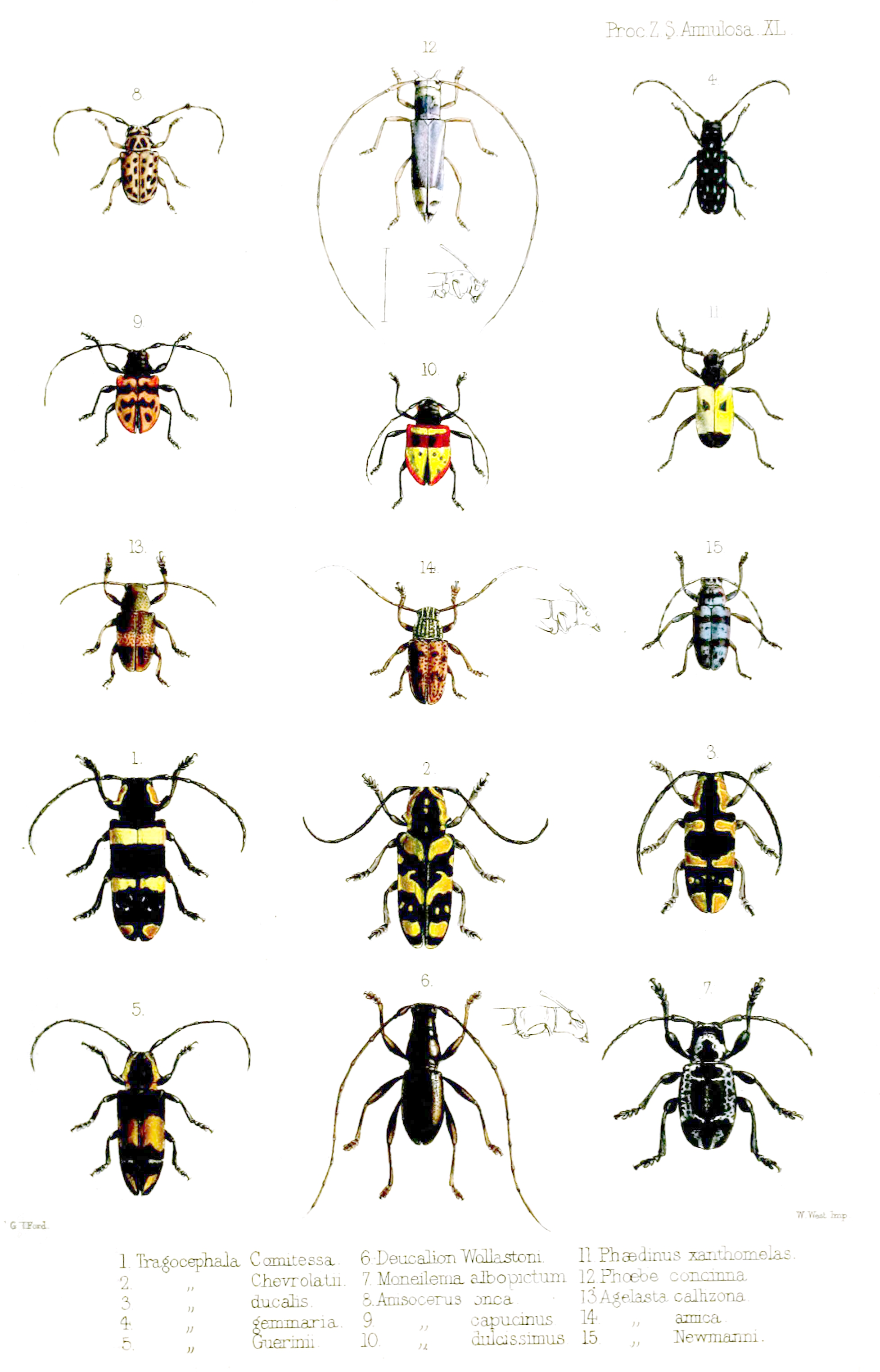